# La Chapelle-Haute-Grue
La Chapelle-Haute-Grue è un ex comune francese di 54 abitanti situato nel dipartimento del Calvados nella regione della Normandia. Dal 1º gennaio 2016 è stato accorpato ad altri tre comuni per formare il comune di Val-de-Vie, del quale costituisce comune delegato.

## Società

### Evoluzione demografica
Abitanti censiti